# Franz Michael Felder

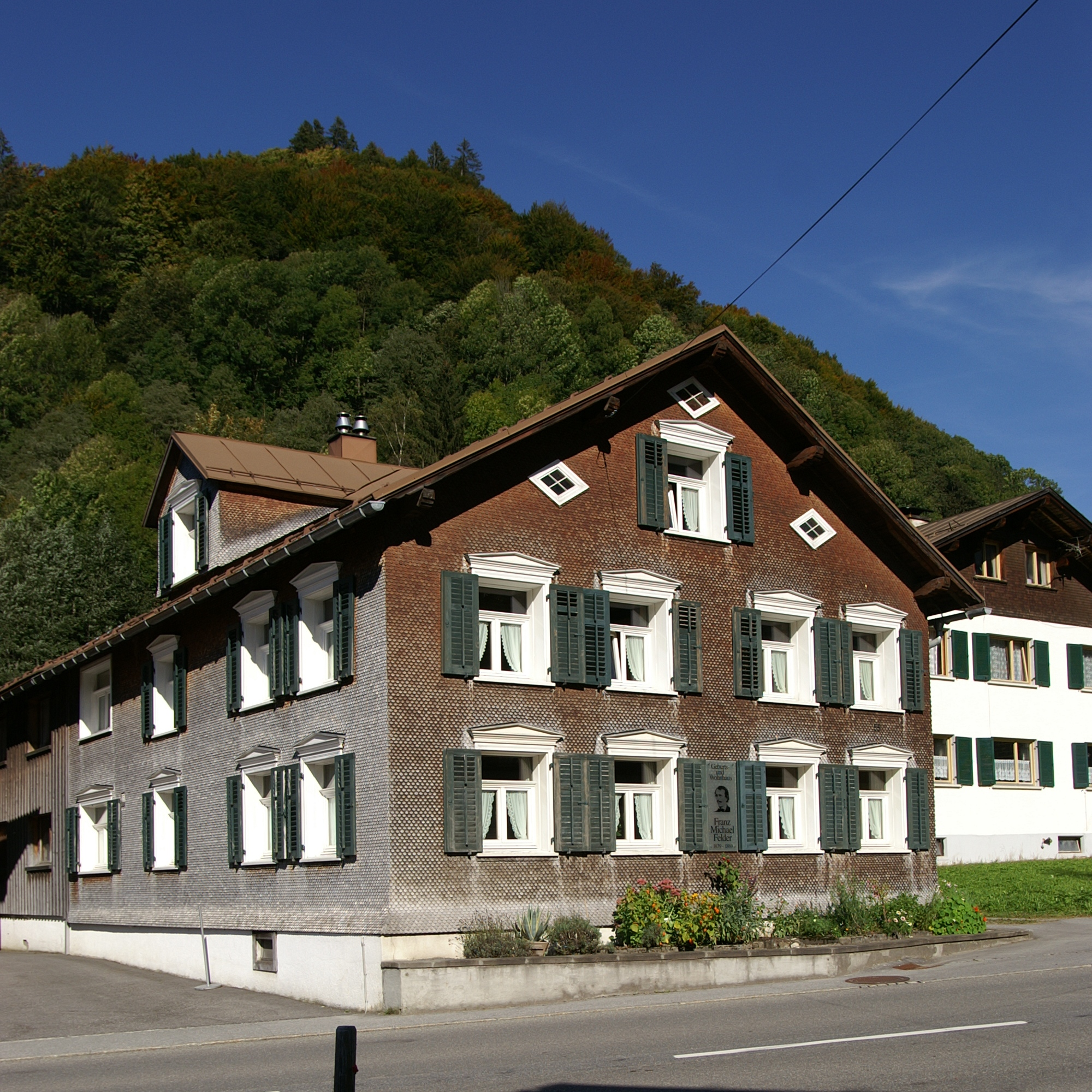
Szülőháza Schoppernauban

Franz Michael Felder (Schoppernau, Vorarlberg, 1839. május 13. – Bregenz, 1869. április 26.) osztrák író.

## Életútja
Parasztnak nevelték, de ernyedetlen önműveléssel jelesen fejtette ki kiváló tehetségét. Három igen érdekes és költői szempontból is becses életképe jelent meg: Nümmamüller (1864), Sonderlinge (1867, 2 kötet) és Reich und Arm (1868), melyekben szűkebb hazájának társadalmi, vallási és egyéb állapotait kitűnő megfigyeléssel és helyes modern szellemben rajzolja. Az ultramontán papság ezen rendkívüli elterjedésnek örvendő és a népre a nagy hatást gyakorolt könyvei miatt szenvedélyesen gyűlölte és halála napjáig üldözte. Életét és működését megírták Sander (2. kiadás, 1876) és Homobon (1890). Bregenzben tisztelői mellszobrot állítottak emlékére.